# Budynek Państwowej Komisji Planowania Gospodarczego w Warszawie

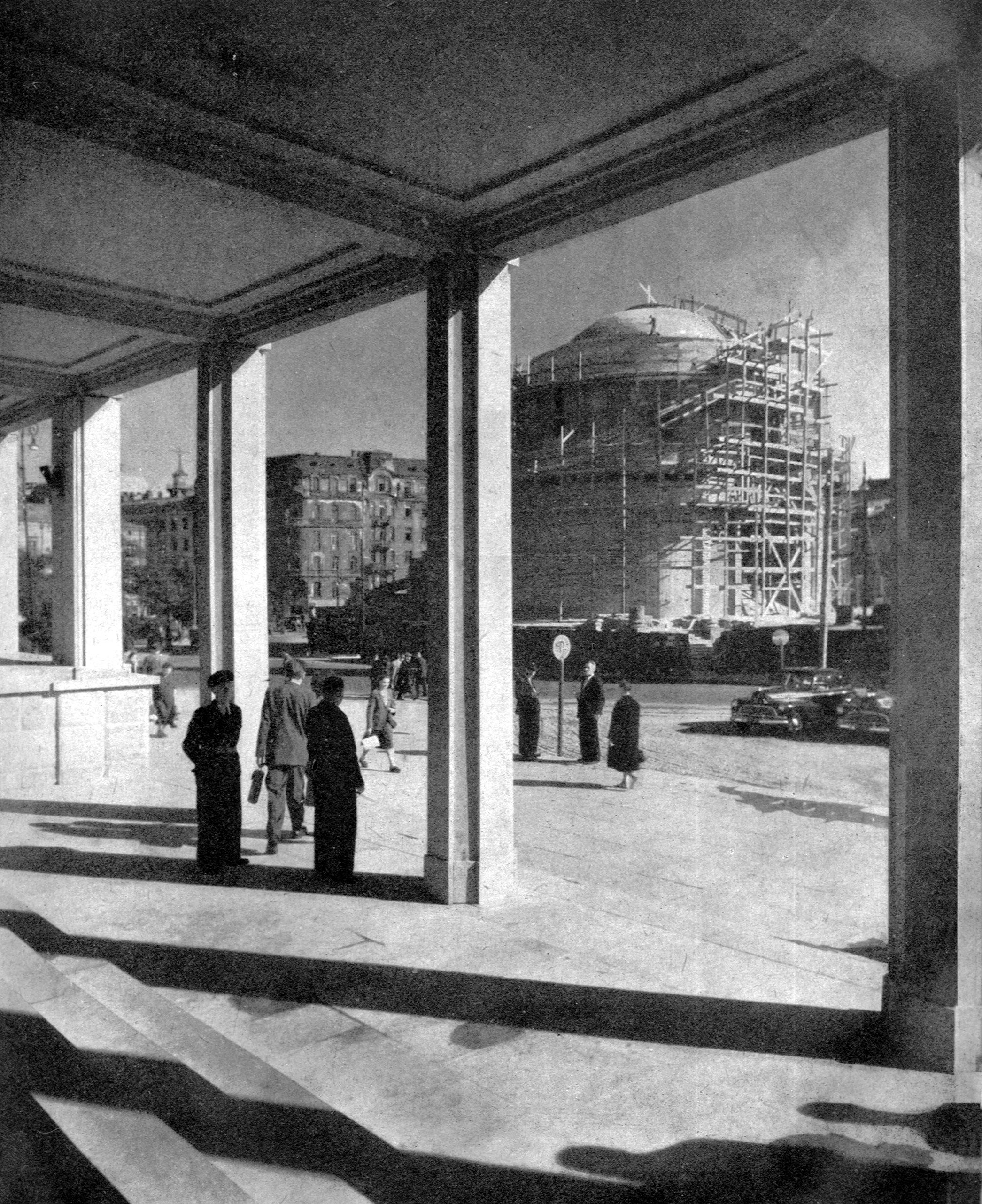
Prześwit w parterze przed oszkleniem

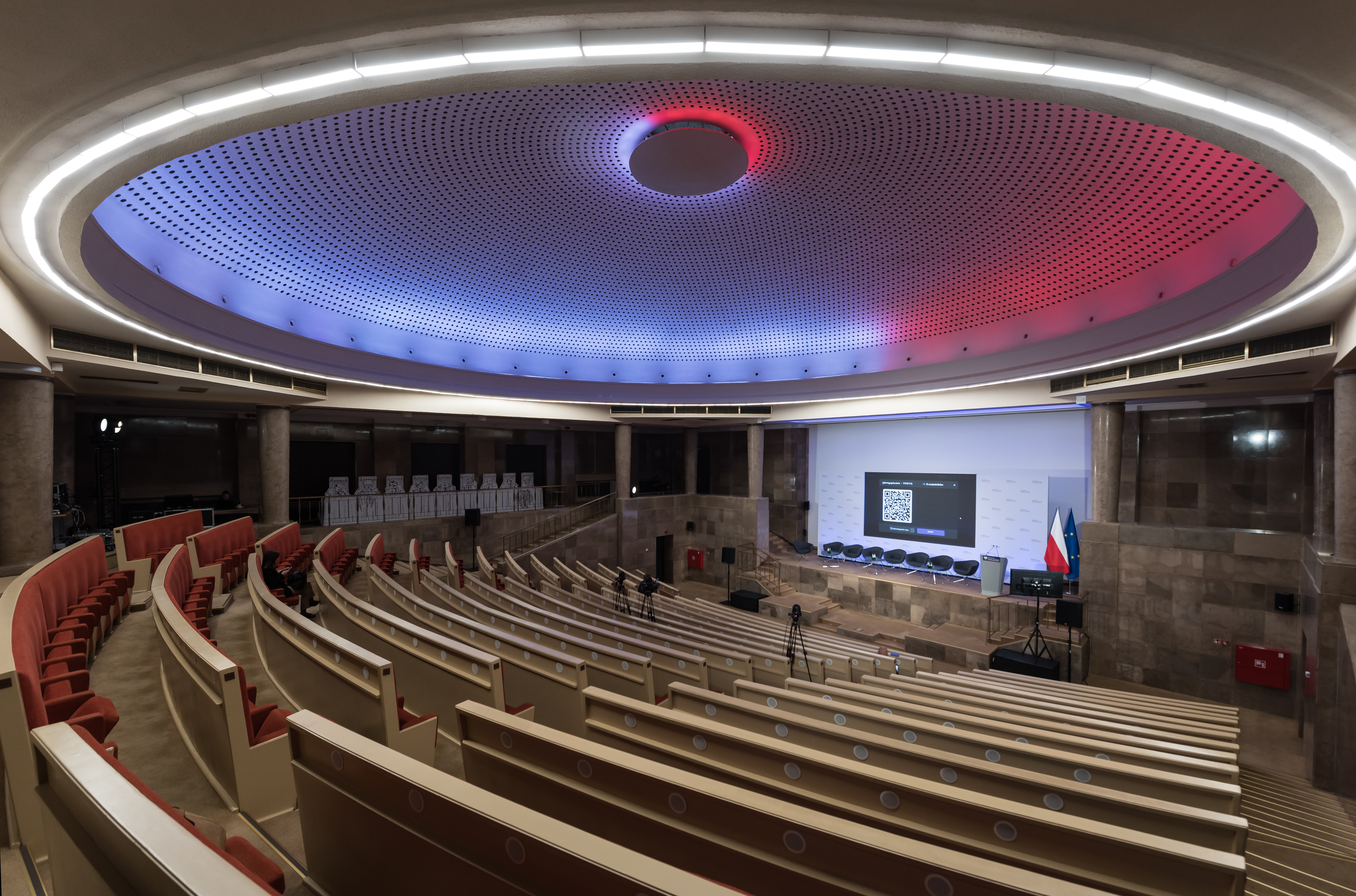
Sala Pod Kopułą

Budynek Państwowej Komisji Planowania Gospodarczego – gmach znajdujący się w Warszawie przy placu Trzech Krzyży 3/5. Siedziba Ministerstwa Rozwoju i Technologii.
Gmach został wzniesiony w latach 1947–1949 według projektu architektów Stanisława Bieńkuńskiego i Stanisława Rychłowskiego z przeznaczeniem na siedzibę Państwowej Komisji Planowania Gospodarczego (PKPG).

## Opis
Budynek miał być jednym z pierwszych elementów nowej dzielnicy centralnej administracji państwowej, której oś miała stanowić ulica Wspólna. Jego projekt został wybrany spośród jedenastu nadesłanych prac w otwartym konkursie architektonicznym rozpisanym przez SARP w jesienią 1946 roku. W skład zespołu projektowego oprócz autorów nagrodzonej pracy weszli architekci: Barbara Andrzejewska, Jan Dobrowolski, Maria Garncarczyk, Helena Jasieńska i Ryszard Łagutko.
W wersji konkursowej budynek miał bardzo wysoki cokół, parter tworzący podcienia na całej długości elewacji wschodniej oraz trzy piętra. Wysokość została zharmonizowana z wysokością odbudowywanego kościoła św. Aleksandra oraz budynków Nowego Światu i Alej Ujazdowskich. W fazie realizacji dodano jedną kondygnację cofniętą od lica budynku, pozostawiając gzyms główny na dotychczasowej wysokości. Nie doszło do zamierzonego podwyższenia budynku do pięciu pięter z dodaniem socrealistycznej attyki. Miało się to wiązać z zamierzonym wyburzeniem budynku Instytutu Głuchoniemych i otwarciu widokowym placu Trzech Krzyży na wschód w stronę skarpy warszawskiej.
Budynek powstał w miejscu bazaru, który od 1871 roku mieścił się na rogu placu Trzech Krzyży i ul. Wspólnej. Budowę rozpoczęto w kwietniu 1947. Przy budowie zastosowano wielkowymiarowe pustaki z gruzobetonu, co przyspieszyło prace murarskie. Ściany podziemia oblicowano granitem strzegomskim, zaś wyższe kondygnacje piaskowcem. 
Budynek posadowiono na wysokim cokole a parter częściowo wycofano pod krawędź nawieszonych fasad, co wzmocniło wrażenie monumentalizmu. Długą elewację ożywiono wprowadzając na I piętrze podwojone okna oraz loggie co piątą oś okienną. Ostatnia  elewacja została częściowo wycofana, a jej wysokość jest równa wysokości kopuły kościoła św. Aleksandra. Wejście do budynku według projektu miało prowadzić przez prześwit o pięciu przęsłach w parterze. W późniejszych latach prześwit ten oszklono, tworząc obszerny hall wejściowy. 
Kwadratowy dziedziniec południowy przekryto kopułą z zatopionymi w betonie setkami luksferów, tworząc salę zebrań. W późniejszych latach w tej sali działało kino Pod Kopułą. Prostokątny dziedziniec północny pozostał otwarty.
Budynek był pierwszym gmachem rządowym zaprojektowanym i wybudowanym po II wojnie światowej w Warszawie. Od nazwiska szefa PKPG Hilarego Minca nazywano go zwyczajowo „Mincówką”.
W 2016 na fasadzie budynku odsłonięto tablicę upamiętniającą Grażynę Gęsicką.